# MilkShape 3D
Milkshape 3D是一款三维绘图建模软件，由Mete Ciragan开发。它主要用于低多边形游戏角色的建模和动作编辑。支持多种游戏中的模型文件，可以打开例如《戰慄時空》、《Quake》、《絕對武力》等。它支持多种三维文档并且操作简单、功能强大，这是Milkshape 3D的一大特色。

## 特色
- Milkshape 3D可以导出多达70种文件格式。
- Milkshape 3D可以编辑制作骨骼动画。

## Milkshape 3D文档格式
Milkshape 3D文档格式“ms3d”包含以下信息。
- 文件头
  - "MS3D000000"版本信息
- 点数据
  - 点的坐标
- 多边形数据
  - 模型的多边形相关数据
- 组信息
  - 组名称以及其他
- 材质信息
  - 颜色等
- 骨骼信息
  - 动画、动作等

## 参看
- Blender